# Coleophora vanderwolfi
Coleophora vanderwolfi é uma espécie de mariposa do gênero Coleophora pertencente à família Coleophoridae.